# Гулево (Калужская область)
Гулево — деревня в составе сельского поселения «Село Макарово» Перемышльского района Калужской области России.

## История
В «Описаниях и алфавитах к Калужскому атласу» 1782 года указана как деревня Гулева, принадлежащая Ирине Федоровне Хитрово вместе с селом Ильино и деревней Спасская. Описывалась как расположенная по обе стороны речки Дугны.
В середине XIX века в Гулево располагалась усадьба А. Д. Засецкого.
В «Списках населённых мест Калужской губернии» 1859 года селение указано как владельческое сельцо Гулево с 38 дворами и 359 жителями.
После реформы 1861 года сельцо вошло в Грязновскую волость Лихвинского уезда. В начале XX века в сельце открылась церковно-приходская школа.
В декабре 1905 года в Гулево случились волнения, в ходе которых местные крестьяне начали самовольно рубить лес в урочище Виньково, принадлежащем братьям Киселевым.

## Население
Население в 1892 году — 449 человек, в 1913 — 579 человек. 
| 2002 | 2010 |
| ---- | ---- |
| 29   | ↗36  |

По оценкам на 2021 год в деревне проживает 28 человек.